# Probles carpathicus
Probles carpathicus är en stekelart som beskrevs av Andrey Ivanovich Khalaim 2007. Probles carpathicus ingår i släktet Probles och familjen brokparasitsteklar. Inga underarter finns listade i Catalogue of Life.